# Кубок Англії з футболу 1874—1875
Кубок Англії з футболу 1874—1875 — 4-й розіграш найстарішого футбольного турніру у світі, Кубка виклику Футбольної Асоціації, також відомого як Кубок Англії. Вперше титул здобув Роял Енджинірс.

## Перший раунд
Райгейт Пріорі пройшов до наступного раунду після жеребкування.
| Дата                      | Господарі           | Рахунок | Гості         |
| ------------------------- | ------------------- | ------- | ------------- |
|                           | Віндзор Хоум Парк   | +:-     | Аксбрідж      |
|                           | Стропшир Вондерерз  | +:-     | Шеффілд       |
|                           | Цивіл Сервіс        | +:-     | Гарроу Чекерс |
| 10 жовтня                 | Саут Норвуд         | 1:3     | Пілігрімс     |
| 24 жовтня                 | Аптон Парк          | 0:3     | Барнс         |
| 31 жовтня                 | Оксфорд Юніверсіті  | 6:0     | Брондесбері   |
| 31 жовтня                 | Вондерерз           | 16:0    | Фарнінгем     |
| 31 жовтня                 | Вудфорд Веллс       | 1:0     | Хай Вікем     |
| 5 листопада               | Олд Ітоніанс        | 0:0     | Свіфтс        |
| 14 листопада Перегравання | Свіфтс              | 1:1     | Олд Ітоніанс  |
| 26 листопада Перегравання | Олд Ітоніанс        | 3:0     | Свіфтс        |
| 7 листопада               | Клепем Роверз       | 3:0     | Пантерс       |
| 7 листопада               | Роял Енджинірс      | 3:0     | Марлоу        |
| 14 листопада              | Кембридж Юніверсіті | 0:0     | Крістал Пелес |
| 21 листопада Перегравання | Кембридж Юніверсіті | 2:1     | Крістал Пелес |
| 14 листопада              | Гітчін Таун         | 0:1     | Мейденгед     |
| 14 листопада              | Саутгол             | 0:0     | Лейтон        |
| 28 листопада Перегравання | Лейтон              | 0:5     | Саутгол       |

## Другий раунд
До другого раунду увійшли переможці першого раунду. Олд Ітоніанс пройшов до наступного раунду після жеребкування.
| Дата         | Господарі          | Рахунок | Гості               |
| ------------ | ------------------ | ------- | ------------------- |
|              | Оксфорд Юніверсіті | +:-     | Віндзор Хоум Парк   |
| 21 листопада | Вондерерз          | 5:0     | Барнс               |
| 5 грудня     | Клепем Роверз      | 2:0     | Пілігрімс           |
| 5 грудня     | Мейденгед          | 2:1     | Райгейт Пріорі      |
| 5 грудня     | Роял Енджинірс     | 5:0     | Кембридж Юніверсіті |
| 5 грудня     | Вудфорд Веллс      | 3:0     | Саутгол             |
| 12 грудня    | Цивіл Сервіс       | 1:1     | Стропшир Вондерерз  |
| Перегравання | Стропшир Вондерерз | +:-     | Цивіл Сервіс        |

## Третій раунд
До третього раунду увійшли переможці другого раунду.
| Дата                  | Господарі          | Рахунок | Гості              |
| --------------------- | ------------------ | ------- | ------------------ |
| 23 січня              | Олд Ітоніанс       | 1:0     | Мейденгед          |
| 23 січня              | Стропшир Вондерерз | 1:1     | Вудфорд Веллс      |
| 6 лютого Перегравання | Вудфорд Веллс      | 0:2     | Стропшир Вондерерз |
| 30 січня              | Роял Енджинірс     | 3:2     | Клепем Роверз      |
| 30 січня              | Вондерерз          | 1:2     | Оксфорд Юніверсіті |

## Півфінали
До півфіналів увійшли переможці третього раунду.
| Дата                   | Господарі      | Рахунок | Гості              |
| ---------------------- | -------------- | ------- | ------------------ |
| 27 лютого              | Олд Ітоніанс   | 1:0     | Стропшир Вондерерз |
| 27 лютого              | Роял Енджинірс | 1:1     | Оксфорд Юніверсіті |
| 5 березня Перегравання | Роял Енджинірс | 1:0     | Оксфорд Юніверсіті |

## Фінал
| 13 березня 1875 |

| Роял Енджинірс | 1:1      | Олд Ітоніанс |
| -------------- | -------- | ------------ |
| Ренні-Тейлйо   | Протокол | Бонсор       |

| Кеннінгтон Овал, Лондон Глядачів: 2 000 Арбітр: Чарльз Вільям Олкок |

Перегравання
| 16 березня 1875 |

| Роял Енджинірс | 2:0      | Олд Ітоніанс |
| -------------- | -------- | ------------ |
| Ренні-Тейлйо   | Протокол |              |

| Кеннінгтон Овал, Лондон Глядачів: 3 000 Арбітр: Чарльз Вільям Олкок |